# ودکای ترامپ
ودکای ترامپ (انگلیسی: Trump Vodka) یک برند آمریکایی ودکا بود که از سوی سازمان ترامپ به دستور مالک آن دونالد ترامپ تولید می‌شد. این برند در سال ۲۰۰۵ در آمریکا شروع شد ولی در سال ۲۰۱۱ که از رسیدن به حد نصاب توزیع بازماند، تولید آن تحت نام ترامپ متوقف شد. این ودکا هنوز در اسرائیل، خصوصاً هنگام عید یهودی پسح به فروش می‌رسد.

## پیشینه
در سال ۲۰۰۵ شرکت درینکس امریکاز با دونالد ترامپ برای تبلیغ یک برند جدید ودکا که به نام ودکای ترامپ شناخته شد قرارداد امضا کرد. این برند با شعار «موفقیت تقطیر شده» شروع شد، و ترامپ پیش بینی کرد فروش آن از ودکای گری گوس بیشتر شود. او همچنین گفت که این ودکا وقتی با آب تونیک مخلوط شود، که او به آن «ترامپ و تونیک» (تی اند تی) می‌گفت، نوشیدنی خواهد شد که از هر کوکتل دیگری در آمریکا بیشتر نوشیده خواهد شد. در سال ۲۰۰۷, درینکس امریکاز قراردادی برای صادرات ۵۰۰۰۰ جعبه ودکای ترامپ در سال به روسیه منعقد کرد.
در سال ۲۰۱۱ عرضهٔ برند ودکای ترامپ در آمریکا به دلیل نرسیدن به حد نصاب شرکت متوقف شد. دلایل متعددی برای فروش نرفتن آن طرح شده است. یکی از آنها این بود که ترامپ خود هرگز الکل نمی‌نوشَد و ودکای ترامپ را هرگز ننوشید، چرا که الکل را مقصر مرگ برادرش فرد ترامپ، جونیر می‌دانست.شرکت تولیدکننده نیز در تولید آن مشکل داشت زیرا شیشهٔ مورد استفاده در بطری‌ها گران بود و این شرکت توان تولید آن در تعداد بالا را نداشت.